# Квантиль
Кванти́ль — значение, которое заданная случайная величина не превышает с фиксированной вероятностью.
Если вероятность задана в процентах, то квантиль называется процентилем или перцентилем. Например, фраза «90-й процентиль массы тела у новорожденных мальчиков составляет 4 кг» означает, что 90 % мальчиков рождаются с весом, меньшим либо равным 4 кг, а 10 % мальчиков рождаются с весом, большим либо равным 4 кг.

## Определение
Пусть {\displaystyle (\Omega ,\;{\mathcal {F}},\;\mathbb {P} )} - вероятностное пространство и {\displaystyle \mathbb {P} ^{X}} — вероятностная мера, задающая распределение некоторой случайной величины {\displaystyle X}. Пусть также фиксировано {\displaystyle \alpha \in (0,\;1)}. Тогда {\displaystyle \alpha }-квантилем (или квантилью уровня (порядка) {\displaystyle \alpha }) распределения {\displaystyle \mathbb {P} ^{X}} называется число {\displaystyle x_{\alpha }\in \mathbb {R} } такое, что
{\displaystyle \mathbb {P} (X\leqslant x_{\alpha })\geqslant \alpha ,}
{\displaystyle \mathbb {P} (X\geqslant x_{\alpha })\geqslant 1-\alpha .}
В некоторых источниках (например, в англоязычной литературе) {\displaystyle k}-м {\displaystyle q}-квантилем называется квантиль уровня {\displaystyle k/q}, то есть {\displaystyle (k/q)}-квантиль в предыдущих обозначениях.

## Замечания
- Если распределение непрерывно, то {\displaystyle \alpha }-квантиль однозначно задаётся уравнением

{\displaystyle F_{X}(x_{\alpha })=\alpha ,}
где {\displaystyle F_{X}} — функция распределения {\displaystyle \mathbb {P} ^{X}}.
- Очевидно, для непрерывных распределений справедливо следующее широко использующееся при построении доверительных интервалов равенство:

{\displaystyle \mathbb {P} \left(x_{\frac {1-\alpha }{2}}\leqslant X\leqslant x_{\frac {1+\alpha }{2}}\right)=\alpha .}
- Для эмпирического распределения {\displaystyle \alpha }-квантиль можно задать следующим способом:

1. составляем вариационный ряд значений {\displaystyle V_{0}\leqslant V_{1}\leqslant \dots \leqslant V_{N-1}} (выборка имеет объём {\displaystyle N}), а также считаем, что {\displaystyle V_{N}=V_{N-1}} (это необходимо при вычислении 100 % квантили по приводимым ниже формулам);
2. находим величину {\displaystyle K=\lfloor \alpha \cdot (N-1)\rfloor };
3. сравниваем {\displaystyle K} и {\displaystyle \alpha \cdot N}:

a) если {\displaystyle K+1<\alpha N}, то полагаем {\displaystyle x_{\alpha }=V_{K+1}};
б) если {\displaystyle K+1=\alpha N}, то полагаем {\displaystyle x_{\alpha }=(V_{K}+V_{K+1})/2};
в) если {\displaystyle K+1>\alpha N}, то полагаем {\displaystyle x_{\alpha }=V_{K}}.
Заданный таким образом {\displaystyle \alpha }-квантиль удовлетворяет приведенному выше определению.
В некоторых случаях (при большом объёме выборки и эмпирическом распределении, близком к непрерывному) вместо равенства {\displaystyle K+1=\alpha N} можно использовать приближённое сравнение {\displaystyle |K+1-\alpha N|<1/N} (это позволит, например, квантиль уровня 1/3 представлять как 0,33…333 при компьютерной обработке данных).

## Медиана и квартили
- 0,25-квантиль называется первым (или нижним) кварти́лем (от лат. quarta — четверть);
- 0,5-квантиль называется медианой (от лат. mediāna — середина) или вторым кварти́лем;
- 0,75-квантиль называется третьим (или верхним) кварти́лем.

Интеркварти́льным размахом (англ. Interquartile range) называется разность между третьим и первым квартилями, то есть {\displaystyle x_{0{,}75}-x_{0{,}25}}. Интерквартильный размах является характеристикой разброса распределения величины и является робастным аналогом дисперсии. Вместе, медиана и интерквартильный размах могут быть использованы вместо математического ожидания и дисперсии в случае распределений с большими выбросами, либо при невозможности вычисления последних.

## Дециль
Деци́ль характеризует распределение величин совокупности, при котором девять значений дециля делят её на десять равных частей. Любая из этих десяти частей составляет 1/10 всей совокупности. Так, первый дециль отделяет 10 % наименьших величин, лежащих ниже дециля, от 90 % наибольших величин, лежащих выше дециля.
Так же, как в случае моды и медианы, у интервального вариационного ряда распределения каждый дециль (и квартиль) принадлежит определённому интервалу и имеет вполне определённое значение.

## Процентиль
{\displaystyle p}-м проценти́лем называют квантиль уровня {\displaystyle \alpha =p/100}. Соответственно, медиана является 50-м процентилем, а первый и третий квартиль — 25-м и 75-м процентилями соответственно.
В целом, понятия квантиль и процентиль взаимозаменяемы, так же, как и шкалы исчисления вероятностей — абсолютная и процентная.
Процентили также называются перцентилями или центилями.

## Квантили стандартного нормального распределения
| Вероятность (уровень квантили), %  | 99,99 | 99,90 | 99,00 | 97,72 | 97,50 | 95,00 | 90,00 | 84,13 | 50,00 |
| Квантиль (округлённый до тысячных) | 3,719 | 3,09  | 2,326 | 1,999 | 1,96  | 1,645 | 1,282 | 1     | 0     |